# Eurynogaster clavaticauda
Eurynogaster clavaticauda är en tvåvingeart som beskrevs av Van Duzee 1933. Eurynogaster clavaticauda ingår i släktet Eurynogaster och familjen styltflugor. Inga underarter finns listade i Catalogue of Life.